# Lanka Sama Samaja Party

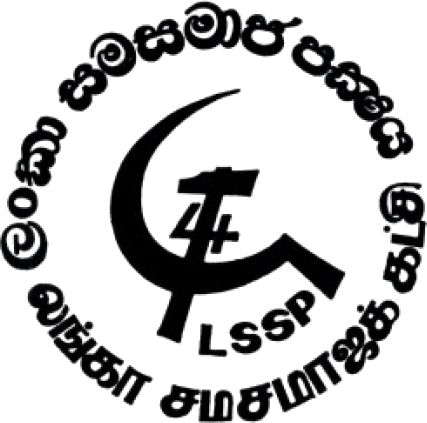
Partiets logotyp

Lanka Sama Samaja Party, ett politiskt parti i Sri Lanka. LSSP bildades 1935, som ett socialistisk parti som kämpade för Ceylons självständighet. Partiet var vid starten inte särskilt stort, men var egentligen den enda radikala kraften som motarbetade britterna. LSSP var inledningsvis inte ett trotskijistiskt parti, utan rymde lite olika ideologiska tendenser. Kring 1939 uppstår konflikt mellan trotskijister och pro-KomInternkrafter. Trotskijsterna vann den interna maktkampen, och pro-KomInternfalangen bildade United Socialist Party (senare Ceylon Communist Party).
Under andra världskriget motsätter sig LSSP den brittiska krigföringen, och blir tvingade under jorden. De viktigaste ledarna, N.M. Perera och Philip Gunawardena, greps. Efter att ett trettiotal ledande personer gripits faller i princip hela partiets verksamhet sönder. Stora delar av ledningen flyr till Indien. De tar kontakt med indiska trotskijister, och beslutar att slå samman LSSP med den indiska trotskijisterna och bilda Bolshevik-Leninist Party of India, Ceylon and Burma (ett sammangående som de fängslade LSSP-ledarna aldrig gått med på), som erkänns som Fjärde internationalens sektion.
Efter kriget reorganiserade Perera och Gunawardena LSSP. De hemvändande BLPI-aktivisterna reorganiserade sig som Bolshevik Samasamaja Party. Det ursprungliga LSSP var därmed de facto splittrat i två. Pereras LSSP var dock från början betydligt större än BSP. LSSP och BSP återförenas dock senare, och det förenade LSSP erkänns som 4e internationalens lankesiska sektion. LSSP var vid det här laget det största vänsterpartiet i landet, även om kommunistpartiet gradvis börjar växa ifatt. LSSP ledde stora delar av den lankesiska fackföreningsrörelsen. I augusti 1953 leder LSSP en massiv generalstrejk, en strejk som får regeringen och britterna att frukta revolution i landet. I valet 1956 blir LSSP näst största parti, och Perera väljs till "leader of opposition". Detta är LSSP:s absoluta höjdpunkt. I valen 1960 hoppas LSSP på att vinna regeringsmakten, men misslyckas. I detta läge har det populistiska SLFP växt fram med en socialistisk retorik. LSSP kan därmed inte räkna med att alla anti-etablissemangsröster automatiskt kommer till dem. Detta leder till många interna diskussioner inom LSSP om partiets roll. 1964 erbjuder SLFP LSSP att bilda en koalitionsregering. Frågan väcker ont blod bland de ortodoxa trotskijisterna (arvtagare till BLPI-BSP-grupperingen), men Perera vill gå med. Regeringsfrågan avgörs på en extrainkallad kongress. Pereras linje vinner stort. LSSP utesluts ur 4e internationalen och den ortodoxa falangen bildar LSSP(R) som en ny 4e internationalensektion (som senare splittras sönder och marginaliseras).
LSSP finns kvar, men är idag ett skugga av sitt forna jag. Partiet har reducerats till ett mindre stödparti till SLFP. Idag[när?] har LSSP en parlamentsledamot, som också är vetenskapsminister.